# Reino de Aiutaia
O Reino de Aiutaia (em tailandês: อาณาจักรอยุธยา) foi um antigo reino siamês fundado em 1350 que perdurou até a intervenção birmanesa em 1767.  Foi fundado pelo povo tais, que, expulso do sudoeste da China, se instalou na região próxima e adotou o budismo como religião.
O Reino de Aiutaia foi, durante um período, o mais poderoso do Sudeste Asiático, como descreveram alguns comerciantes estrangeiros. Aiutaia tinha uma política favorável ao comércio exterior, abrigando comerciantes chineses, vietnamitas (Anamitas), indianos, japoneses e persas, e posteriormente portugueses, espanhóis, neerlandeses e franceses. A corte do rei Narai (1656-1688) tinha fortes ligações com o do rei Luís XIV da França, cujos embaixadores compararam a cidade, em tamanho e riqueza, com Paris.
Vassalos do reino incluiam algumas cidades-estados na Península Malaia.
Aiutaia tinha uma política expansionista em relação aos seus vizinhos, mas foi derrotado pela Birmânia em 1569. As tensões internas enfraqueceram o reino, e em 1767, a Birmânia invadiu o sudeste asiático, o que significou o fim do Reino de Aiutaia.
De acordo com contas no estrangeiro, Aiutaia foi oficialmente conhecida como Reino do Sião, mas várias fontes dizem também que as pessoas a chamavam de Aiutaia Tai, e seu reino Crungue Tai ou 'o Reino dos Tais'.
Antes do domínio birmanês em 1767, os seus estados tributários do Sião incluíam os estados shan do norte do actual Mianmar, Chiang Mai, Yunnan e Xã Seri na China), Lã Xam de Laos, o reino Champa, e algumas cidades-estado da península da Malásia.[carece de fontes?] Em 1939, trocou de nome e passou a chamar-se Tailândia (ex-Sião).

## Panorama histórico

### Origens

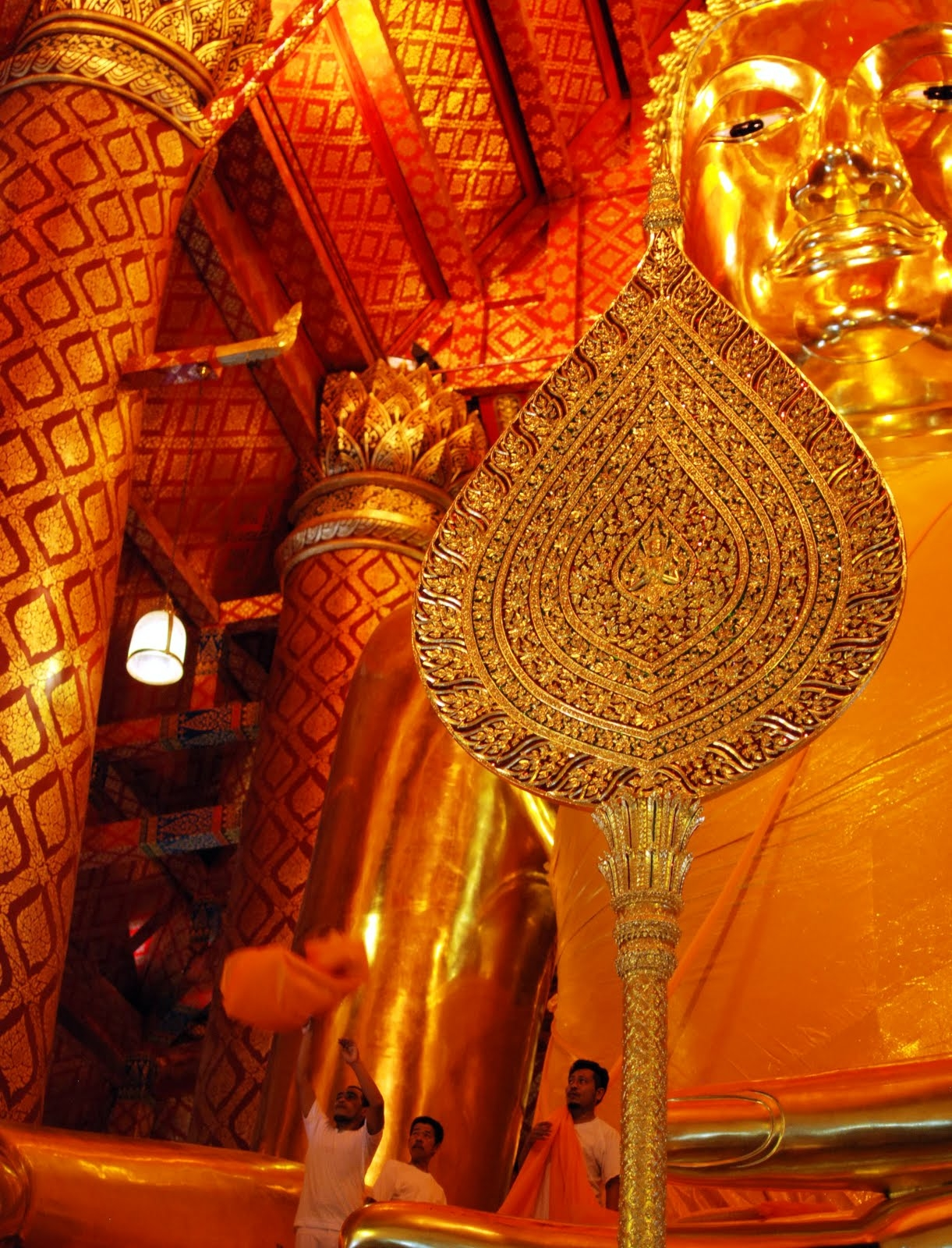
O imenso Buda de bronze sentado de 19 metros de altura em Wat Phanan Choeng, de 1324, anterior à fundação da cidade em 1350

De acordo com a versão mais aceita, o estado siamês de Aiutaia, no vale do rio Chao Phraya, nasceu dos reinos vizinhos de Lavo e Suphannaphoom (Suvarnabhumi). Uma fonte diz que, em meados do século XIV, devido à ameaça de uma epidemia, o rei U Thong transferiu sua corte para o sul da rica planície do Chao Phraya, em uma ilha cercada por rios, onde ficava a antiga cidade portuária de Aiutaia, a cidade angelical de Seri Rama. A nova cidade ficou conhecida como Aiutaia, ou Crungue Tepe Devaravadi Si Aiutaia. Mais tarde tornou-se conhecido como Aiutaia, a Cidade Invencível.
Outras fontes dizem que o rei Uthong, um rico comerciante de origem chinesa de Phetchaburi, uma cidade costeira no sul, que mudou-se com procurar fortuna na cidade de Aiutaia. O nome da cidade indica a influência do hinduísmo na região. Acredita-se que esta cidade está associada com o épico nacional tailandês Ramakien, que é uma versão do épico hindu Ramáiana.
Em poucos decênios, o Reino de Aiutaia se expandiu consideravelmente à custa do decadente império khmer do Camboja e do Reino de Sucotai, que foram absorvidos pelo novo Estado. O império de Aiutaia empregou novas técnicas de centralização do poder e herdou do Estado quemer a visão do governante como um rei divinizado. O reino desenvolveu um extenso aparato burocrático, e a sociedade se hierarquizou rigidamente.
As guerras foram frequentes e o território dominado a partir de Aiutaia alcançou limites próximos ao da atual Tailândia. No entanto, as fronteiras com os Estados vizinhos, devido às contínuas guerras e aos planos separatistas das províncias distantes, modificaram-se constantemente. Em 1569, os birmaneses transformaram Aiutaia num Estado dependente. Quinze anos mais tarde, a independência do Sião foi restabelecida pelo príncipe Naresuan, considerado desde então um herói nacional na Tailândia.

### Conquistas e expansão

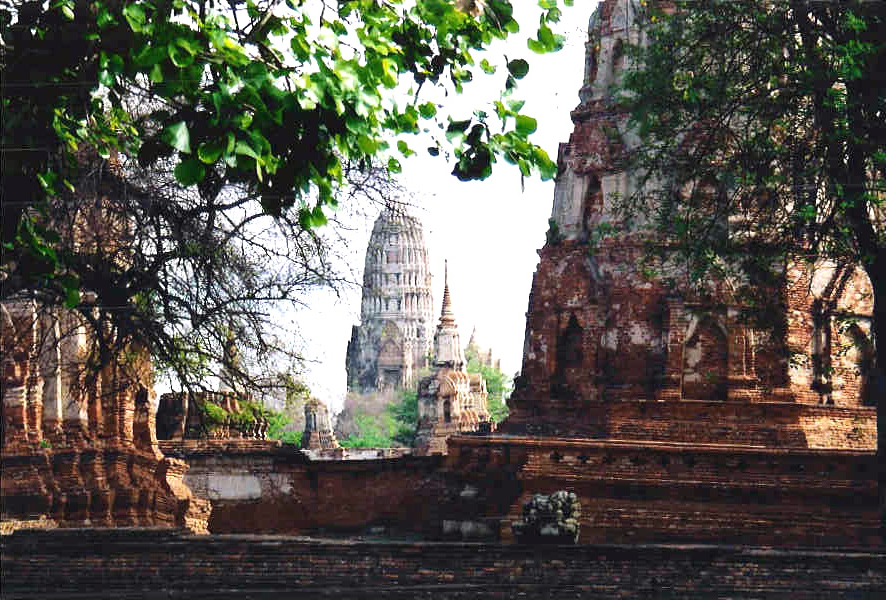
Ruínas da antiga cidade Aiutaia

Até o final do século, Aiutaia foi considerada como a grande potência no continente Sudeste Asiático. Aiutaia começou a sua hegemonia conquistando reinos do norte e cidades-estados como Sucotai, Kamphaeng Phet e Fitsanuloque. Antes do final do século XV, Aiutaia lançou ataques em Angkor, a grande potência da região. A influência de Angkor eventualmente sumiu da Planície do rio Chao Phraya quando Aiutaia tornou-se a nova grande potência.
No entanto, o reino de Aiutaia não era um estado unificado, mas sim uma "colcha de retalhos" de principados autônomos e províncias afluentes que deviam lealdade ao rei de Aiutaia sob O Círculo do Poder, ou sistema mandala, como alguns estudiosos sugeriram. Estes principados podem ter sido governados por membros da família real de Aiutaia, ou pelos governantes locais, que tinham seus próprios exércitos independentes, tendo o dever de ajudar a capital quando uma guerra ou invasão ocorresse. No entanto, era evidente que de vez em quando revoltas locais, liderados por príncipes e reis locais, aconteceram, obrigando Aiutaia a reprimi-las.

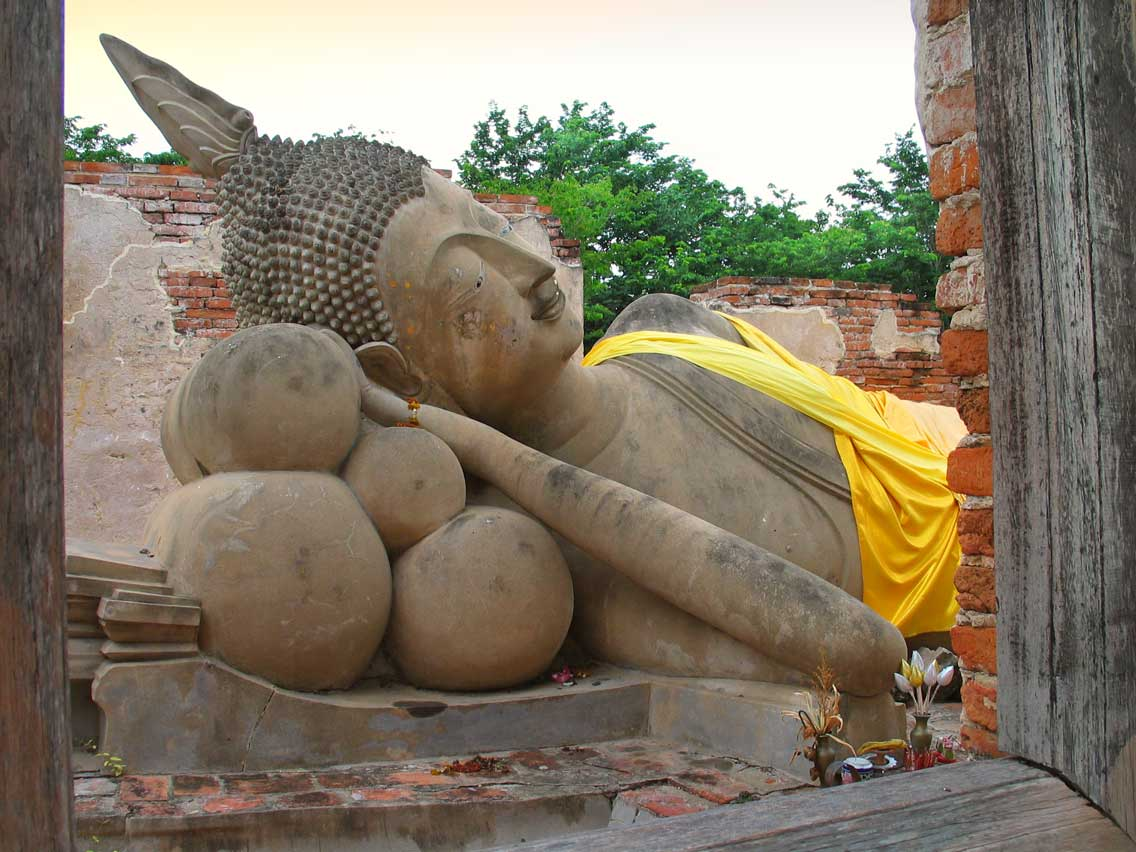
Estátua de Buda deitado em Aiutaia

Devido à ausência de lei de sucessão e de um forte conceito de meritocracia, sempre que a sucessão estava na disputa, príncipes governantes ou poderosos dignitários, reivindicando os seus méritos, reuniam suas forças e se deslocavam à capital para pressionar os seus créditos, culminando em vários golpes sangrentos.
A partir do século XV, Aiutaia mostrou interesse na península Malaia, onde o grande porto comercial de Malaca recorria suas reivindicações de soberania. Aiutaia lançou várias conquistas abortivas em Malaca. Devido ao apoio militar da China Ming, Malaca foi diplomática e economicamente fortificada. No início do século XV, o almirante Ming Zheng He tinha estabelecido uma de suas bases de operação no porto da cidade, e por isso os chineses não podiam se dar ao luxo de perder uma posição tão estratégica para os siameses. Sob essa proteção, Malaca floresceu como um dos grandes inimigos de Aiutaia, até à sua conquista em 1511 pelos portugueses.
A partir de meados do século XVI, o reino foi alvo de repetidos ataques pela dinastia Taungû da Birmânia. Os birmaneses começaram as hostilidades com uma invasão em 1548, mas falharam. A segunda invasão birmanesa liderada pelo rei Bayinnaung forçou o rei Maha Chakkraphat se render em abril de 1564. A família real foi levado para Pegu, com o filho mais velho do rei, Mahinthrathirat, instalado como rei vassalo. Em 1568, Mahinthrathirat se revoltou quando seu pai conseguiu voltar de Pegu como um monge. A subsequente terceira invasão capturou Aiutaia em 1569, e Bayinnaung fez de Maha Thammarachathirat um rei vassalo. Nobres siameses, incluindo o príncipe Naresuan, foram levados ao Pegu.
Após a morte de Bayinnaung em 1581, Maha Thammarachathirat proclamou a independência de Aiutaia, em 1584. Os siameses combateram repetidas invasões birmanesas, que acabaram quando o rei Naresuan matou o aparente herdeiro da Birmânia, Mingyi Swa. Naresuan capturou da Birmânia a costa de Tenasserim (até Martaban) e Lan Na. O Norte de Tenasserim e Lan Na voltaram ao controle da Birmânia após a morte de Naresuan, mas depois de 1615, as invasões birmanesas pararam. O reino tentou tomar o controle de Lan Na e do Norte de Tenasserim em 1662, mas falhou.
O comércio exterior trouxe a Aiutaia não apenas itens de luxo, mas também novas armas. Em meados do século XVII, durante o reinado do rei Narai, Aiutaia se tornou muito próspera. Mas, no século XVIII, Aiutaia foi perdendo o controle sobre suas províncias. Os governadores das províncias passaram a exerceram seu poder de forma independente, e rebeliões contra a capital começaram.
Em meados do século XVIII, Aiutaia mais uma vez se envolveu em guerras com os birmaneses. A primeira invasão de Aiutaia pela dinastia Konbaung da Birmânia falhou.

## Contactos com o ocidente

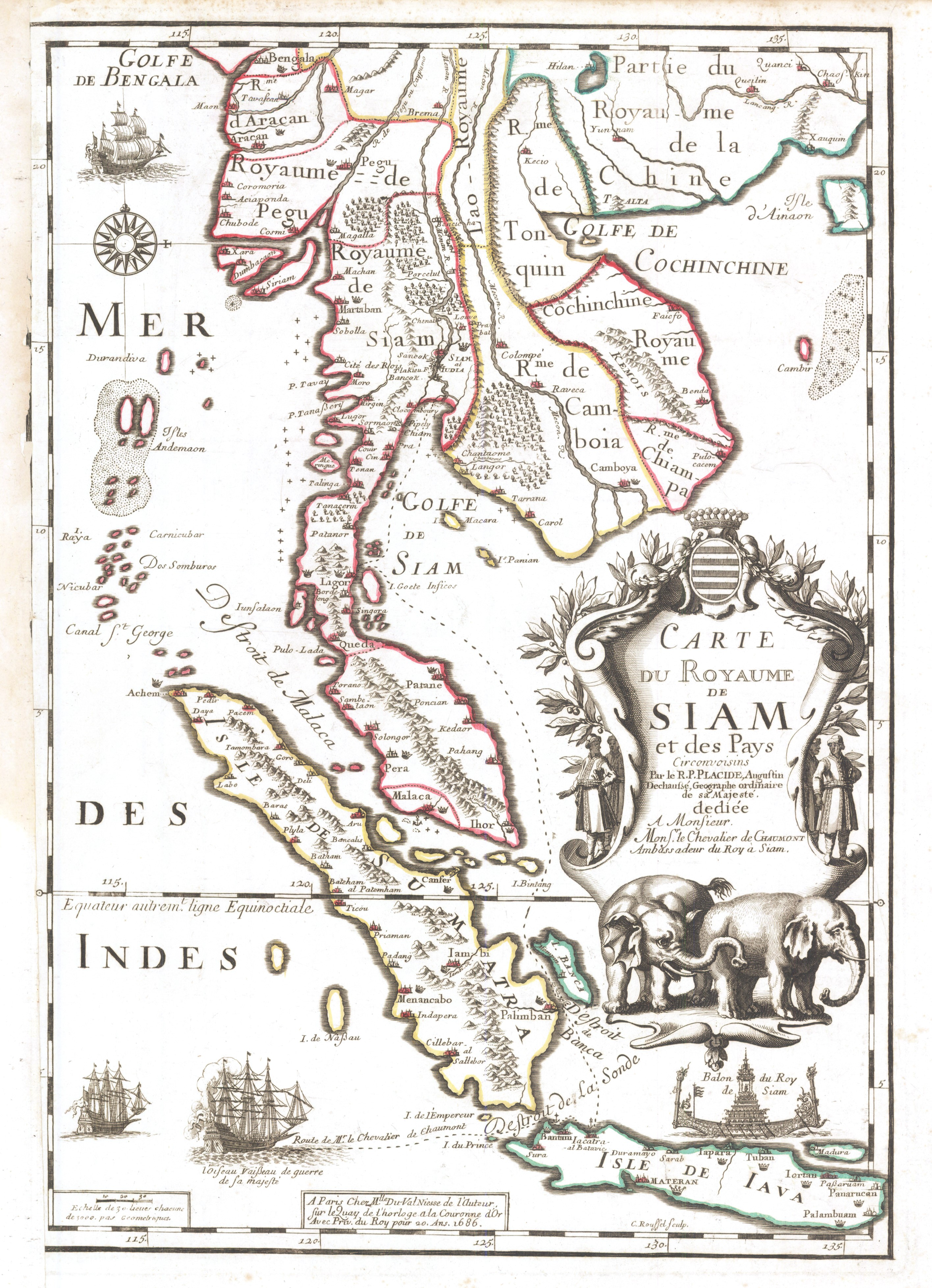
Mapa francês do Sião, de 1686

Em 1511, Aiutaia recebeu uma missão diplomática portuguesa, enviada por Afonso de Albuquerque na sequência da conquista portuguesa de Malaca no início do ano, dado a influência que era então atribuída ao Reino do Sião sobre a península de Malaca. Duarte Fernandes foi o primeiro enviado à corte de Rama Tibodi II, regressando com um enviado siamês e ofertas para o rei de Portugal, seguindo-se-lhe António de Miranda de Azevedo, Duarte Coelho e Manuel Fragoso, que aí permaneceu dois anos preparando um documento sobre o reino do Sião, que enviou directamente para Portugal. Estes terão sido os primeiros europeus a visitar o reino. Cinco anos após os contactos iniciais, Aiutaia e Portugal estabeleceram um tratado que garantia aos portugueses a permissão para comerciar no reino do Sião. As relações entre os dois reinos permaneceram informais até que em 1518 o rei D. Manuel I enviou uma embaixada com ofertas e a proposta de formalização de um tratado de aliança comercial, política e militar, que incluía a possibilidade dos siameses comerciarem em Malaca.  Os comerciantes e missionários portugueses não exerceram, no entanto, grande influência sobre o país, situado fora das principais rotas portuguesas do Índico. A maioria de portugueses na Tailândia eram aventureiros que serviriam os exércitos reais como mercenários e que foram responsáveis pela adoção de algumas técnicas militares ocidentais nas operações militares tailandesas. Mais tarde, em 1592, seria estabelecido um tratado semelhante dando aos holandeses uma posição privilegiada no comércio de arroz.
Os estrangeiros eram cordialmente recebidos na corte de Narai (1657-1688), um governante com uma visão cosmopolita, embora reticente à influência externa. Foram estabelecidas importantes relações comerciais com os japoneses. No século XVII, comerciantes holandeses e britânicos começaram a fundar centros comerciais junto à capital e na península de Malaca. Mais tarde, chegaram os franceses, que se impuseram aos outros europeus e foram enviadas missões diplomáticas siamesas a Paris e a Haia. Ao manter todos estes laços a corte do Sião jogou habilmente com as rivalidades entre holandeses e ingleses e franceses, impedindo a influência excessiva de um único poder. Contudo em 1664 os holandeses forçam um tratado garantindo direitos territoriais e acesso comercial livre. Exortado pelo ministro externo Constantine Phaulkon, um aventureiro grego, Narai volta-se para a França em busca de auxílio. Engenheiros franceses construíram fortificações e um novo palácio em Lopburi, além disso missionários franceses dedicaram-se à educação e medicina, trazendo para o reino a primeira impressora. O próprio Luís XVI entusiasmou-se com a possibilidade de Narai se poder converter ao cristianismo.
A forte influência francesa despertou desconfianças e a chegada de uma expedição francesa composta de 600 homens armados, em 1687, despertou receios. No ano seguinte, um golpe dado por líderes tais antiocidentais levou à expulsão de todos os franceses. Teve início então uma etapa de relativo isolamento do Sião com relação ao Ocidente, uma política que durou 150 anos.

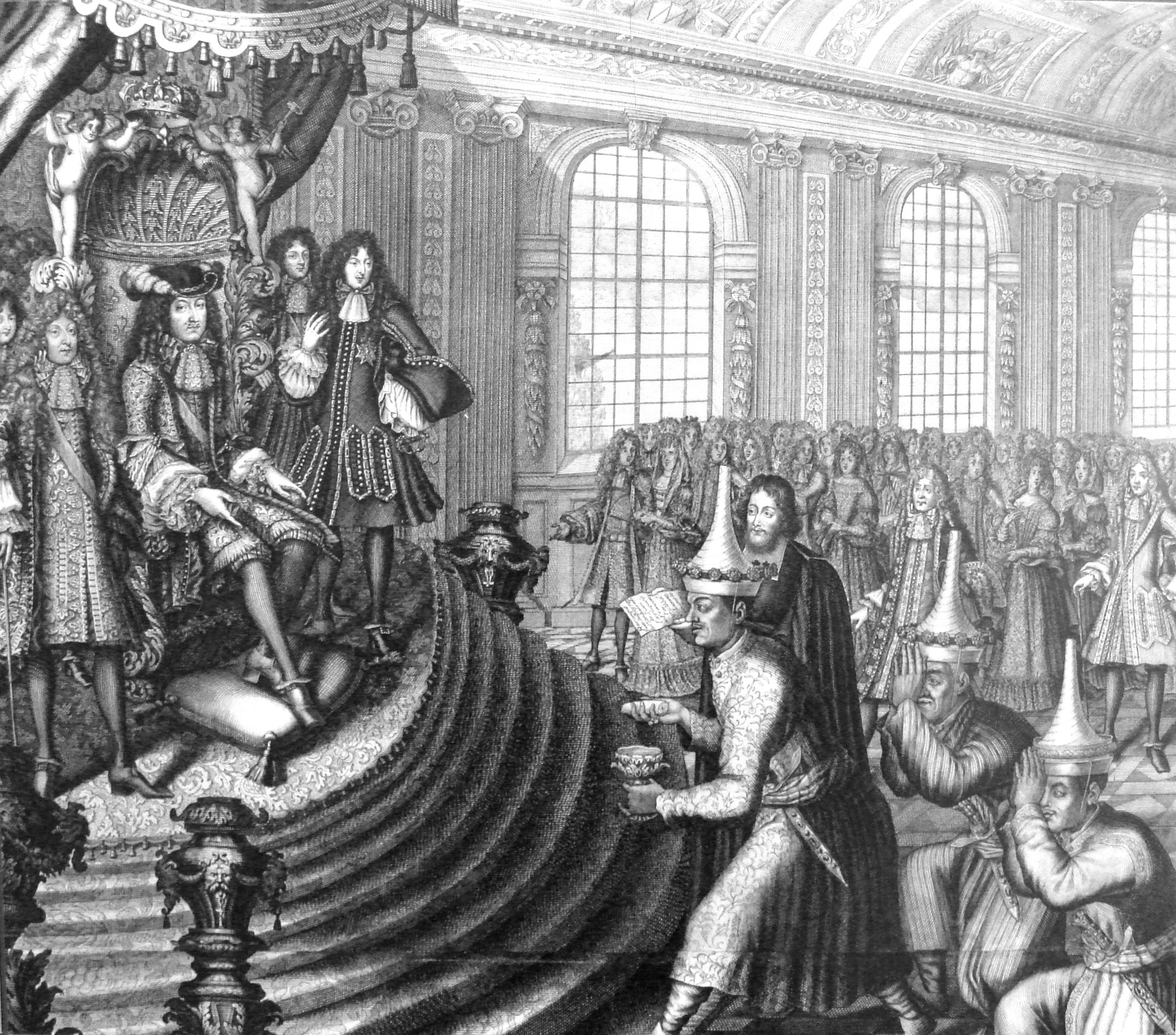
Embaixada siamesa à corte de Luís XIV em 1686

## Governantes de Aiutaia
- Dinastia de Utongue ราชวงศ์อู่ทอง (primeiro reinado, 1350-1370)
- Dinastia de Sufanafum ราชวงศ์สุพรรณภูมิ (1370-1388)
- Dinastia de Utongue ราชวงศ์อู่ทอง (segundo reinado, 1388-1409)
- Dinastia de Sufanafum ราชวงศ์สุพรรณภูมิ (segundo reinado, 1409-1569)
- Dinastia de Sucotai  ราชวงศ์สุโขทัย(1569-1629)
- Dinastia de Prasate Tongue  ราชวงศ์ปราสาททอง(1630-1688)
- Dinastia de Ban Flu Luangue ราชวงศ์บ้านพลูหลวง(1688-1767)